# Internationale Kinder- und Jugendliteratur beim Internationalen Literaturfestival Berlin 2014

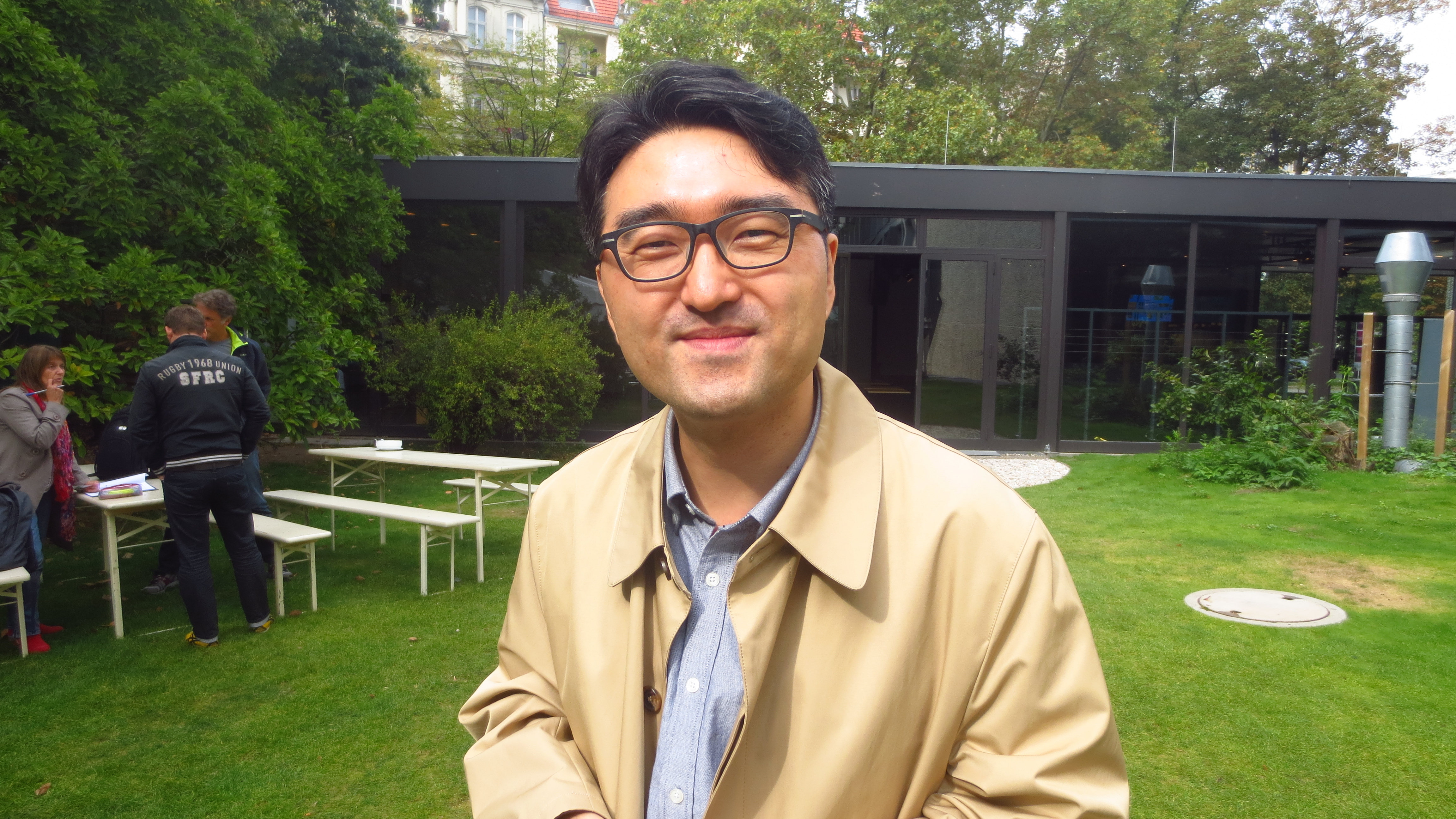
Kim Dong-sung am 11. September 2014 im Festivalgarten des Hauses der Berliner Festspiele im Rahmen seiner Teilnahme am Kinder- und Jugendprogramms des 14. Internationalen Literaturfestivals Berlin

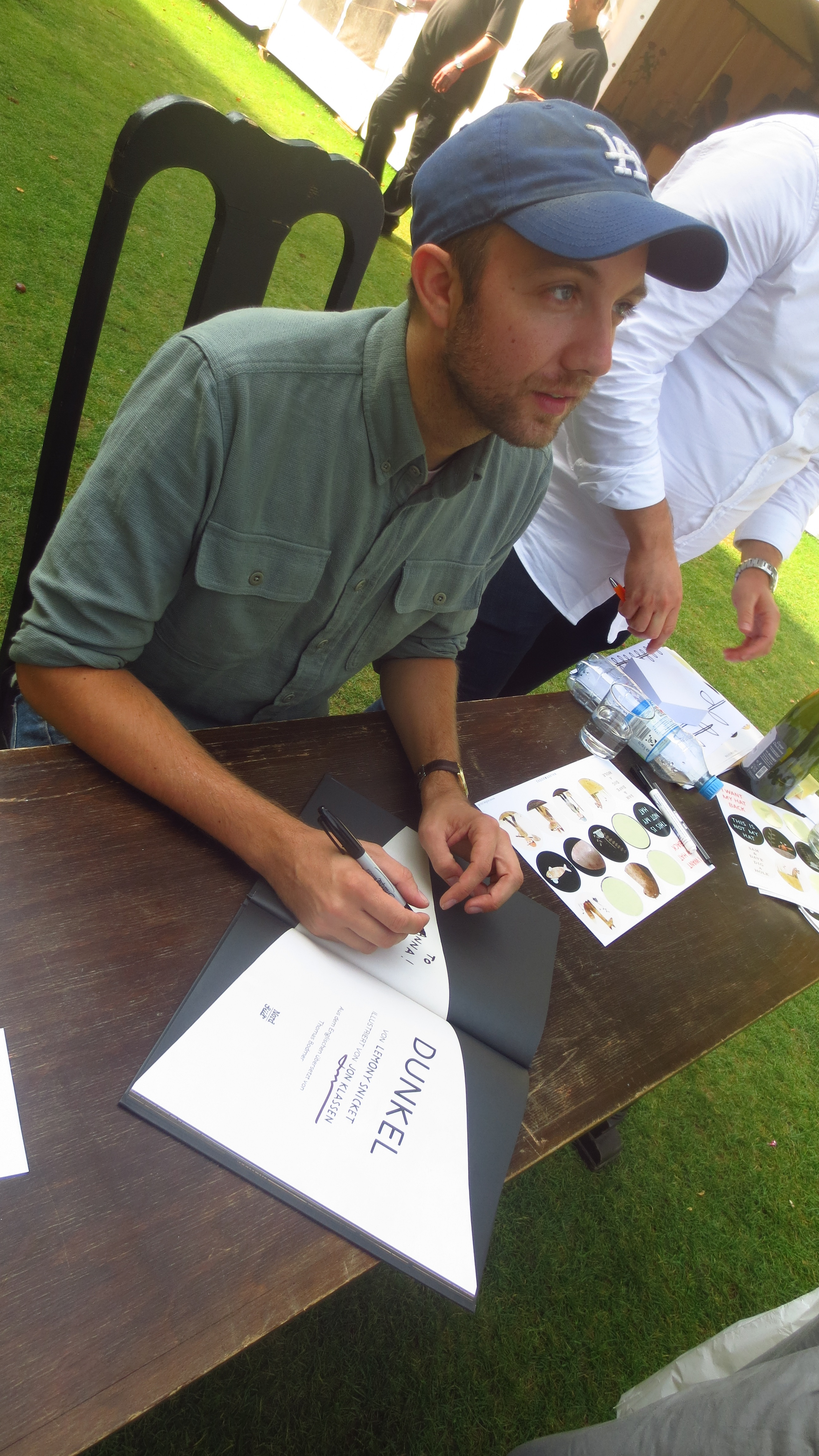
Jon Klassen am 15. September 2014 im Festivalgarten des Hauses der Berliner Festspiele im Rahmen seiner Teilnahme am Kinder- und Jugendprogramms des 14. Internationalen Literaturfestivals Berlin

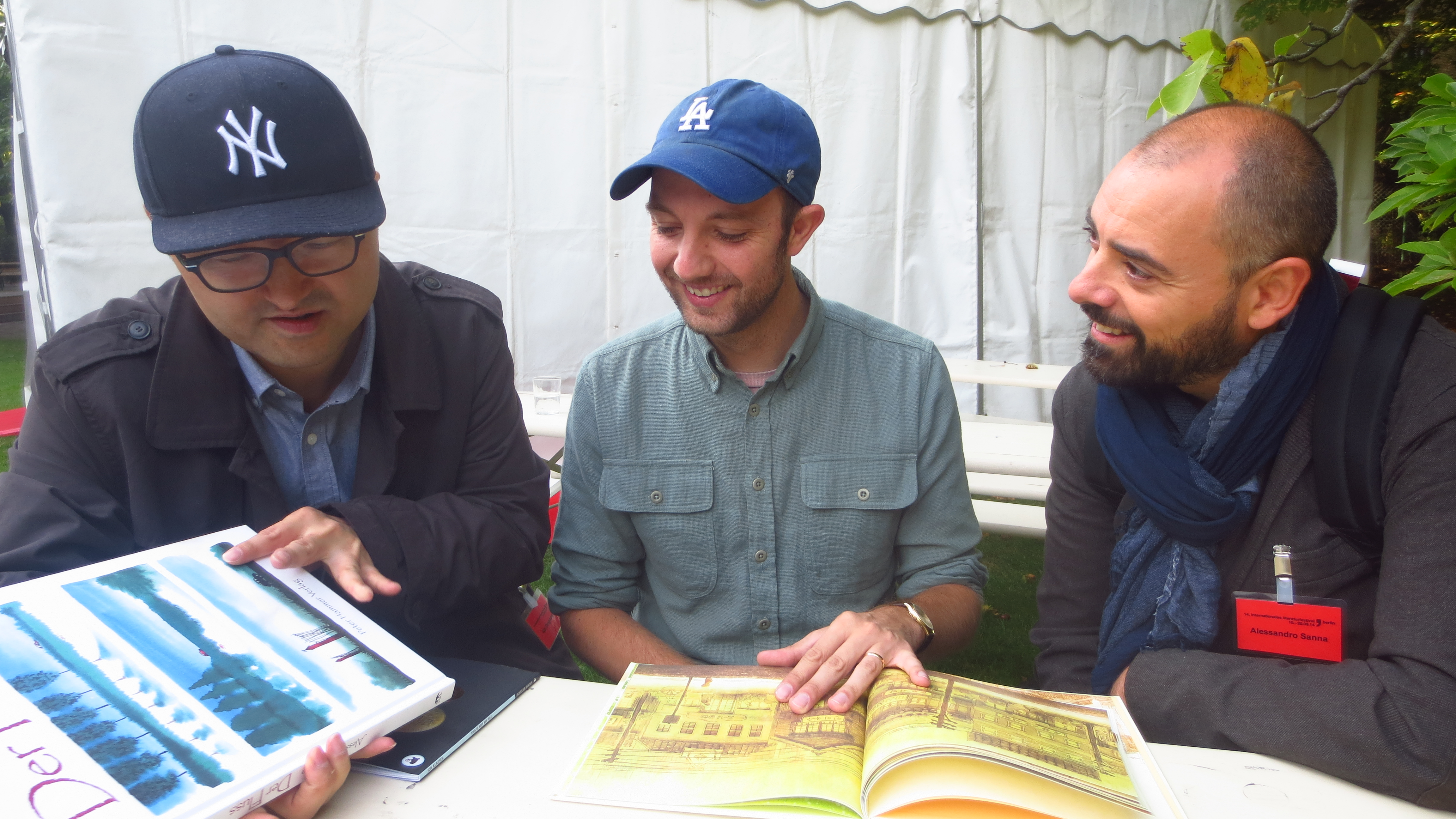
Kim Dong-sung, Jon Klassen und Alessandro Sanna am 15. September 2014 im Festivalgarten des Hauses der Berliner Festspiele im Rahmen ihrer Teilnahme am Kinder- und Jugendprogramms des 14. Internationalen Literaturfestivals Berlin

Das 14. Internationale Literaturfestival Berlin mit dessen Festivalsektion Internationale Kinder- und Jugendliteratur fand vom 10. bis zum 21. September 2014 statt. Hauptveranstaltungsort war das Haus der Berliner Festspiele. Die Sektion wurde am 10. September mit einer Rede von Patrick Ness eröffnet, die den Titel Every Age I Ever Was (Jedes Alter, in dem ich jemals war) trug.

## Gäste
Folgende Autoren und Illustratoren traten beim Festival auf:
| Gast                | Nationalität         | vorgestellte Bücher |
| ------------------- | -------------------- | --- |
| Ishmael Beah        | Sierra Leone / USA   | Rückkehr ins Leben - Ich war Kindersoldat (2008) / A Long Way Gone – Memoirs of a Boy Soldier (2007) |
| Martin Baltscheit   | Deutschland          | Die besseren Wälder (2013) Die Geschichte vom Fuchs, der den Verstand verlor (2013) |
| Azouz Begag         | Frankreich           | Fast überall - Die Geschichte eines algerischen Jungen in Frankreich (2000) / Béni ou le Paradis Privé (2000) |
| Iwona Chmielewska   | Polen                | Blumkas Tagebuch - Vom Leben in Janusz Korczaks Waisenhaus (2013) / Pamiętnik Blumki (2011) |
| Gabriela Cichowska  | Polen                | Fräulein Esthers letzte Vorstellung - Eine Geschichte aus dem Warschauer Ghetto (2013) |
| Michael De Cock     | Belgien              | Rosie und Moussa (2013) / Rosie en Moussa (2010), Rosie und Moussa - Der Brief von Papa (2014) / Rosie en Moussa – De Brief van Papa (2012)                                                                           |
| Kim Dong-sung       | Südkorea             | Wann kommt Mama? - Ein Bilderbuch aus Korea (2007) / Eomma Majung (2004), Naiting-Geil (2005) Jumong (2009) |
| Ursula Dubosarsky   | Australien           | Der rote Schuh / The Red Shoe (2006) Nicht jetzt, niemals (2012) / The Golden Day (2011) |
| Finn-Ole Heinrich   | Deutschland          | Die erstaunlichen Abenteuer der Maulina Schmitt - Mein kaputtes Königreich (2013) |
| Marta Ignerska      | Polen                | Die Ton-Angeber (2013) / Wszystko Gra (2011) |
| Jon Klassen         | Kanada / USA         | Wo ist mein Hut (2012) / I want my Hat back (2011) Das ist nicht mein Hut (2013) / This is not my Hat (2012) Dunkel (2014) / The Dark (2013) Sam und Dave graben ein Loch (2015) / Sam and Dave dig a Hole (2014)     |
| Filippos Mandilaras | Griechenland         | Drachenwahn / Drakomania (2007), Hyänen / Ýaines (2011) |
| Truus Matti         | Niederlande          | Bitte umsteigen (2009) / Vertrektijd (2009) Apfelsinen für Mister Orange (2013) / Mister Orange (2011) |
| Patrick Ness        | USA / Großbritannien | Sieben Minuten nach Mitternacht (2011) / A Monster Calls (2011) Mehr als das (2014) / More than this (2013) |
| Cyril Pedrosa       | Frankreich           | Portugal (2012) |
| Alessandro Sanna    | Italien              | Der Fluss (2014) / Fiume Lento – Un viaggio lungo il Po (2013) |
| William Sutcliffe   | Großbritannien       | Der Zirkus der Diebe und die lausige Lotterie (2014) / Circus of Thieves and the Raffle of Doom (2014) Auf der richtigen Seite (2014) / The Wall (2013)                                                               |
| Judith Vanistendael | Belgien              | Rosie und Moussa (2013) / Rosie en Moussa (2010) Rosie und Moussa - Der Brief von Papa (2014) / Rosie en Moussa – De Brief van Papa (2012) Als David seine Stimme verlor (2014) / Toen David zijn stem verloor (2012) |
| Martina Wildner     | Deutschland          | Cora und Fred – Ein Zwilling kommt selten allein (2010) Königin des Sprungturms (2013) Der Bunker (unveröffentlicht)                                                                                                  |

## Das außergewöhnliche Buch
Zum dritten Mal in der Geschichte des Festivals wurden die Gäste des Kinder- und Jugendprogramms gebeten, ein Buch auszuwählen, welches sie jungen Lesern empfehlen. Die empfohlenen Bücher wurden während des Festivals in der Kassenhalle im Haus der Berliner Festspiele ausgestellt. Folgende Bücher wurden unter anderem empfohlen:
| Festivalgast        | Titel des empfohlenen Buches | Autor / Illustrator des empfohlenen Buches |
| ------------------- | --- | ------------------------------------------ |
| Martin Baltscheit   | Ariol - un petit âne comme vous et moi (2011) / Ariol - Ein kleiner Esel wie Du und Ich (2013) und Ariol - Le chevalier cheval (2011) / Ariol - Hengst Heldenhuf (2013)                               | Emmanuel Guibert und Marc Boutavant        |
| Ishmael Beah        | Treasure Island (1881) / Die Schatzinsel (1897) | Robert Louis Stevenson                     |
| Azouz Begag         | L'oeil du loup (1984) / Afrika und blauer Wolf (1995) | Daniel Pennac und Jacques Ferrandez        |
| Mirko Bonné         | Chichi no Koyomi (1995) / Die Sicht der Dinge (2008) | Jiro Taniguchi                             |
| Iwona Chmielewska   | Wie Frau B. so böse wurde… (2014) | Sonja Bougaeva                             |
| Gabriela Cichowska  | The quiet book (2010) / Das Laute Buch - Das Leise Buch (2013) | Deborah Underwood und Renata Liwska        |
| Michael de Cock     | The miraculous journey of Edward Tulane (2006) / Die wundersame Reise von Edward Tulane (2006) | Kate DiCamillo und Bagram Ibatoulline      |
| Lydia Dimitrow      | Such dir was aus, aber beeil dich! Kindsein in zehn Kapiteln (2010) | Nadia Budde                                |
| Ursula Dubosarsky   | Midnite (1967) / Käpt´n Mitternacht (1972) | Randolph Stow                              |
| Finn-Ole Heinrich   | Die Wand (1968) | Marlen Haushofer                           |
| Marta Ignerska      | Wave (2008) / Wessel (2009) | Suzy Lee                                   |
| Kim Dong-Seong      | Aldo (1992) / Aldo (1992) und School Bus (1984) | John Burningham und Donald Crews           |
| Jon Klassen         | Abel's island (1976) / Eine Maus aus gutem Haus (1978) | William Steig                              |
| Filippos Mandilaras | Where the sidewalk ends (1974) / Wo der Gehweg endet (1974) | Shel Silverstein                           |
| Truus Matti         | Zwart als inkt is het verhaal van Sneeuwwitje en de zeven Dwergen (1997) / Schwarz wie Tinte ist die Geschichte von Schneewittchen und den sieben Zwergen (1999)                                      | Wim Hofman                                 |
| Patrick Ness        | I Want My Hat Back (2011) / Wo ist mein Hut (2012) | Jon Klassen                                |
| Cyril Pedrosa       | Roughing it (1872) / Durch dick und dünn (1872) und Beauté Trilogie: Déris exaucés (2011), La reine indécise (2012) und Simples mortels (2013) / Schönheit-Trilogie                                   | Mark Twain und Kerascoët und Hubert        |
| Fine Riebner        | His Dark Materials Trilogie: Northern Lights (1995), The subtle knife (1997) und The amber spyglass (2000) / Der goldene Kompass (1996), Das magische Messer (1997) und das Bernstein-Teleskop (2001) | Philip Pullman                             |
| Alessandro Sanna    | Die große Frage (2004) | Wolf Erlbruch                              |
| Judith Vanistendael | The little white horse (1946) / Das kleine weiße Pferd (1995) | Elisabeth Goudge                           |
| William Sutcliffe   | Holes (1998) / Löcher - Die Geheimnisse von Green Lake (2000) | Louis Sachar                               |
| Martina Wildner     | Faserland (1995) | Christian Kracht                           |